# Distretto di Mueang Nakhon Pathom
Il distretto di Mueang Nakhon Pathom (in thailandese: เมืองนครปฐม) è un distretto (amphoe) della Thailandia situato nella provincia di Nakhon Pathom.